# Marco Spoletini
Marco Spoletini (Roma, 13 aprile 1964) è un montatore italiano.
È collaboratore abituale di registi quali Gianluca Maria Tavarelli, Riccardo Milani, Francesco Bruni e soprattutto Matteo Garrone, per il quale ha curato il montaggio di ogni film.

## Filmografia

### Cinema
- Portami via, regia di Gianluca Maria Tavarelli (1994)
- Terra di mezzo, regia di Matteo Garrone (1996)
- Figurine, regia di Giovanni Robbiano (1997)
- Tre uomini e una gamba, regia di Aldo, Giovanni e Giacomo e Massimo Venier (1997)
- Per tutto il tempo che ci resta, regia di Vincenzo Terracciano (1998)
- Ospiti, regia di Matteo Garrone (1998)
- Oreste Pipolo, fotografo di matrimoni, regia di Matteo Garrone (1998)
- Così è la vita, regia di Aldo, Giovanni & Giacomo e Massimo Venier (1998)
- Un amore, regia di Gianluca Maria Tavarelli (1999)
- La guerra degli Antò, regia di Riccardo Milani (1999)
- Estate romana, regia di Matteo Garrone (2000)
- Qui non è il paradiso, regia di Gianluca Maria Tavarelli (2000)
- Provini per un massacro, regia di Guido Chiesa (2000)
- Volesse il cielo!, regia di Vincenzo Salemme (2002)
- L'imbalsamatore, regia di Matteo Garrone (2002)
- Velocità massima, regia di Daniele Vicari (2002)
- L'esplosione, regia di Giovanni Piperno (2003)
- Guerra, regia di Pippo Delbono (2003)
- Il posto dell'anima, regia di Riccardo Milani (2003)
- Ribelli per caso, regia di Vincenzo Terracciano (2003)
- Liberi, regia di Gianluca Maria Tavarelli (2003)
- Primo amore, regia di Matteo Garrone (2004)
- Volevo solo dormirle addosso, regia di Eugenio Cappuccio (2004)
- L'orizzonte degli eventi, regia di Daniele Vicari (2005)
- Anche libero va bene, regia di Kim Rossi Stuart (2005)
- Quale amore, regia di Maurizio Sciarra (2006)
- Io, l'altro, regia di Mohsen Melliti (2007)
- Piano, solo, regia di Riccardo Milani (2007)
- Billo - Il grand Dakhaar, regia di Laura Muscardin (2007)
- Gomorra, regia di Matteo Garrone (2008)
- Pranzo di ferragosto, regia di Gianni Di Gregorio (2008)
- Il passato è una terra straniera, regia di Daniele Vicari (2008)
- Il prossimo tuo, regia di Anne Riitta Ciccone (2008)
- Tris di donne e abiti nuziali, regia di Vincenzo Terracciano (2009)
- La prima linea, regia di Renato De Maria (2009)
- La bella gente, regia di Ivano De Matteo (2009)
- Viola di mare, regia di Donatella Maiorca (2009)
- Genitori & figli - Agitare bene prima dell'uso, regia di Giovanni Veronesi (2010)
- Gorbaciof, regia di Stefano Incerti (2010)
- I fiori di Kirkuk (Golakani Kirkuk), regia di Fariborz Kamkari (2010)
- La banda dei Babbi Natale, regia di Paolo Genovese (2010)
- Gianni e le donne, regia di Gianni Di Gregorio (2011)
- Corpo celeste, regia di Alice Rohrwacher (2011)
- Come trovare nel modo giusto l'uomo sbagliato, regia di Salvatore Allocca e Daniela Cursi Masella (2011)
- Scialla! (Stai sereno), regia di Francesco Bruni (2011)
- Reality, regia di Matteo Garrone (2012)
- Razzabastarda, regia di Alessandro Gassmann (2012)
- I milionari, regia di Alessandro Piva (2013)
- Noi 4, regia di Francesco Bruni (2014)
- Il racconto dei racconti - Tale of Tales, regia di Matteo Garrone (2015)
- Chi m'ha visto, regia di Alessandro Pondi (2017)
- La terra dell'abbastanza, regia di Damiano e Fabio D'Innocenzo (2018)
- Youtopia, regia di Berardo Carboni (2018)
- Dogman, regia di Matteo Garrone (2018)
- Red Land (Rosso Istria), regia di Maximiliano Hernando Bruno (2018)
- Pinocchio, regia di Matteo Garrone (2019)
- Lontano lontano, regia di Gianni Di Gregorio (2019)
- Villetta con ospiti, regia di Ivano De Matteo (2020)
- School of Mafia, regia di Alessandro Pondi (2021)
- Il silenzio grande, regia di Alessandro Gassmann (2021)
- Io capitano, regia di Matteo Garrone (2023)
- Il migliore dei mondi, regia di Danilo Carlani, Alessio Dogana e Maccio Capatonda (2023)
- Vangelo secondo Maria, regia di Paolo Zucca (2023)

### Televisione
- Il sequestro Soffiantini, regia di Riccardo Milani (2002)
- La omicidi, regia di Riccardo Milani (2004)
- Lucia, regia di Pasquale Pozzessere (2005)
- Arnoldo Mondadori - I libri per cambiare il mondo, regia di Francesco Miccichè – docu-drama (2022)
- Questi fantasmi!, regia di Alessandro Gassmann – film TV (2024)

## Riconoscimenti
- David di Donatello per il miglior montatore
  - 2003: candidato - L'imbalsamatore
  - 2009: vincitore - Gomorra
  - 2019: vincitore - Dogman
- Nastro d'argento per il miglior montatore
  - 2003: vincitore - L'imbalsamatore e Velocità massima
  - 2007: candidato - Anche libero va bene
  - 2009: candidato - Pranzo di ferragosto e Gomorra
  - 2011: candidato - La banda dei Babbi Natale e Corpo celeste
  - 2018: vincitore - Dogman
  - 2020: vincitore - Pinocchio e Villetta con ospiti
- Ciak d'oro per il migliore montaggio
  - 2003: vincitore - L'imbalsamatore e Velocità massima[1]
  - 2009: vincitore - Gomorra e Il passato è una terra straniera[2]
  - 2019: vincitore - Dogman[3]
- Premio Roberto Perpignani (Bif&st) per il miglior montatore
  - 2009: vincitore - Gomorra
  - 2017: vincitore - Falchi